# Rhipidia (Rhipidia) multiguttata
Rhipidia (Rhipidia) multiguttata is een tweevleugelige uit de familie steltmuggen (Limoniidae). De soort komt voor in het Neotropisch gebied.